# Джексон, Бенджамин Дейдон
Бенджамин Дейдон Джексон (англ. Benjamin Daydon Jackson, 3 апреля 1846 — 12 октября 1927) — британский ботаник, составитель и редактор Index Kewensis, куратор Linnean Collections.

## Биография
Бенджамин Дейдон Джексон родился в Лондоне 3 апреля 1846 года.
Он получил образование в частных школах. Джексон наиболее известен как составитель Index Kewensis — справочника, который был основан в 1893 году, и который сразу стал авторитетным по всему миру для названий цветковых растений. В 1880 году Бенджамин Дейдон Джексон был избран президентом Лондонского Линнеевского общества. Джексон описал более 470 видов растений. 
Бенджамин Дейдон Джексон умер 12 октября 1927 года.

## Научная деятельность
Бенджамин Дейдон Джексон специализировался на семенных растениях.

## Публикации
- Life of John Gerard, 1877.
- Life of Dr. William Turner, 1878.
- Guide to the Literature of Botany, 1881.
- Vegetable Technology, 1882.
- Pryor’s Flora of Herts, 1887.
- Index Kewensis, 1893—1895.
- Glossary of Botanic Terms, 1900.
- Darwiniana, 1910.
- Index to the Linnean Herbarium, 1912.
- Catalogue of Linneean Specimens of Zoology, 1913.
- Notes on a Catalogue of the Linnean Herbarium, 1922.
- Linnaeus: the Story of his Life. 1923.